# Alienosternus metallicus
Alienosternus metallicus là một loài bọ cánh cứng trong họ Cerambycidae.